# NGC 430
NGC 430 est une galaxie elliptique située dans la constellation de la Baleine. NGC 430 a été découverte par l'astronome germano-britannique William Herschel en 1786.

## Caractéristiques
Sa vitesse par rapport au fond diffus cosmologique est de 4 903 ± 26 km/s, ce qui correspond à une distance de Hubble de 72,3 ± 5,1 Mpc (∼236 millions d'al).
À ce jour, quatre mesures non basées sur le décalage vers le rouge (redshift) donne une distance d'118,125 ± 71,743 Mpc (∼385 millions d'al). Cette valeur est  à l'extérieur des valeurs de la distance de Hubble. Notons cependant l'incohérence de deux mesures de cette échantillon, l'une donne 224 Mpc et l'autre 101 Mpc. La moyenne des deux autres mesures est de 73,4 Mpc ce qui est tout à fait en accord avec la distance de Hubble. 

## Groupe de NGC 429
NGC 430 au groupe de NGC 429 qui compte au moins 4 autres galaxies. Les autres galaxies du groupe sont NGC 426, NGC 429, NGC 442 et IC 1639.